# Lingua ilocana
La lingua ilocana o ilokana (Ti Pagsasao nga Iloko) è la terza lingua più parlata nelle Filippine. Appartiene alla famiglia delle lingue austronesiane.
Al 2022, è parlata da 6,5 milioni di persone.

## Esempi
Di seguito vengono mostrati due esempi di lingua ilokana: a sinistra esempio di lingua scritta basata sull'ortografia spagnola, mentre a destra lo stesso testo ma basato sull'ortografia tagalog.
Amami, ñga addaca sadi lañgit,
Madaydayao coma ti Naganmo.
Umay cuma ti pagariam.
Maaramid cuma ti pagayatam
Cas sadi lañgit casta met ditoy daga.
Itedmo cadacam ita ti taraonmi iti inaldao.
Quet pacaoanennacami cadaguiti ut-utangmi,
A cas met panamacaoanmi
Cadaguiti nacautang cadacami.
Quet dinacam iyeg iti pannacasulisog,
No di quet isalacannacami iti daques.
Amami, nga addaka sadi langit,
Madaydayaw koma ti Naganmo.
Umay koma ti pagariam.
Maaramid koma ti pagayatam
Kas sadi langit kasta met ditoy daga.
Itedmo kadakam ita ti taraonmi iti inaldaw.
Ket pakawanennakami kadagiti ut-utangmi,
A kas met panamakawanmi
Kadagiti nakautang kadakami.
Ket dinakam iyeg iti pannakasulisog,
No di ket isalakannakami iti dakes.